# 近キョリ恋愛
『近キョリ恋愛』（きんキョリれんあい）は、みきもと凜による日本の漫画作品。『別冊フレンド』（講談社）2007年11月号から連載され、2008年4月号より、第2部が連載開始。2011年6月号まで連載された。単行本全10巻。
2014年10月に山下智久主演の実写映画が公開された。2014年7月からは映画版のスピンオフドラマが毎週日曜（土曜深夜）に放送された。

## あらすじ
成績優秀で学年首席の枢木ゆにの唯一の苦手科目は英語。ひょんなことから、代理担任で英語教師の櫻井ハルカと付き合うことになったゆに。
ハルカの臨時教員期間が終わるまでは、秘密の関係でいようと決めた2人だが、その期間が延長されることになってしまう。
史上最強のツンデレ主人公（単行本での表記）と教師の前途多難な恋を描いたラブコメディ。

## 登場人物
枢木 ゆに（くるるぎ ゆに）
成績優秀で運動神経も抜群だが、英語だけは昔から苦手。非常にクールな性格で、表情もあまり変化せず、「氷点下（クール）ガール」との異名を取る。自分は精一杯表情を変化させているつもりだが、可愛く見えるようにと、猫の髪留めを付けている。
家族構成は、小説家の父・虎（たいが）、主婦の母・ララ、弟・類。3人ともゆにに劣らぬ変人タイプである。
いわゆるツンデレキャラ。櫻井の容姿は「なぜあんなに美しいのか」と悶絶するほどタイプだが、英語が苦手なこともあり、軽薄な態度を取る櫻井本人のことは苦手。
『別冊フレンド』誌上で行われた人気キャラ投票では1位を獲得した。
櫻井 ハルカ（さくらい はるか）
産休に入った教師の代理で来た臨時の英語教師。愛煙家で、ところ構わずタバコを吸う。教師になる前はモデルをしていた、という噂が出るほど美形。高所恐怖症。ゆにが2年生になるまで担任をしていた。京都に妹の美玲がいる。
峰藤 コウ（みねふじ こう）
3年の担任をしている女教師。名前をよく峰不二子と間違えられる。櫻井とは、大学時代からの友人。美少女アニメのフィギュア集めが趣味で、ゆにをコレクションに加えようとする。ゆにに度々コスプレさせている。ゆにの3年生の時の担任。
名波 菊子（ななみ きくこ）
愛称はナミ。ゆにが最も親しくしている友達。ゆにのことを一番理解しているが、どちらかというと面白がっている面が強い。毎日ゆににリクエスト通りのおいしい弁当を提供してもらっている。元ヤンキー。
佐藤 咲（さとう さき）
過度のナルシスト。テストはいつもゆにに勝てず、後にナミと付き合う。ゆにが櫻井のことを好きだということを知っているが、両想いということは知らない。
滝沢 美麗（たきざわ みれい）
櫻井の幼なじみ。元カノ。後にゆにの学校に教師として赴任してくる。ドジだがキレると豹変し、今も櫻井のことを想っている。とても気が強い。
小南 あずさ（こなん あずさ）
ゆにの幼馴染で、海外から来た、帰国子女のモデル。ゆにの初恋の相手で、ゆにのことが好き。ゆにに猫の髪留めをあげた人物でもある。
櫻田 レオ（さくらだ れお）
ハルカの父親で、大物俳優。しかし、ハルカが息子であることを世間に隠している。
的場 竜（まとば りゅう）
ゆにの3年生の時の同級生。強面だが甘いもの好きで、フランスへ行ってパティシエになるのが夢。
岡本 花音（おかもと かのん）
ハルカが担任を持つクラスの生徒。ハルカの事が好き。

## 書誌情報
- みきもと凜 『近キョリ恋愛』 講談社 〈KCフレンドコミックス〉、全10巻
  1. 2008年03月13日発売[講 1]、ISBN 978-4-06-375455-1
  2. 2008年08月11日発売[講 2]、ISBN 978-4-06-375544-2
  3. 2009年01月13日発売[講 3]、ISBN 978-4-06-375631-9
  4. 2009年05月13日発売[講 4]、ISBN 978-4-06-375710-1
  5. 2009年10月13日発売[講 5]、ISBN 978-4-06-375806-1
  6. 2010年02月12日発売[講 6]、ISBN 978-4-06-375866-5
  7. 2010年07月13日発売[講 7]、ISBN 978-4-06-375937-2
  8. 2010年10月13日発売[講 8]、ISBN 978-4-06-375974-7
  9. 2011年02月11日発売[講 9]、ISBN 978-4-06-376074-3
  10. 2011年06月13日発売[講 10]、ISBN 978-4-06-376020-0
- 原作・イラスト：みきもと凜、著者：時海結以、『小説 近キョリ恋愛』 講談社 〈KCデラックス〉、全1巻
  - 2014年07月11日発売[講 11]、ISBN 978-4-06-377029-2

## ムービーコミック
2012年4月20日より漫画に音声や特殊効果を加えたムービーコミックがBeeマンガにて配信された。

### キャスト
- 枢木ゆに - 喜多村英梨
- 櫻井ハルカ - 三木眞一郎
- 峰藤コウ - 笠原あきら
- 名波菊子 - 笹本菜津枝
- 佐藤咲 - 逢坂良太
- 滝沢美麗 - 岡田栄美
- 小南あずさ - 梶川翔平

主題歌
主題歌：BRIGHT『恋心』

## テレビドラマ
『近キョリ恋愛〜Season Zero〜』（きんキョリれんあい シーズン・ゼロ）のタイトルでテレビドラマ化。2014年7月20日から10月12日まで毎週日曜日0:50 - 1:20（土曜日深夜）に、日本テレビ系で放送された。主演となる櫻井ハルカ役を阿部顕嵐（ジャニーズJr.）が、脚本は『ごくせん』・『私立バカレア高校』・『花咲舞が黙ってない』などを担当してきた松田裕子が務めた。
なお本項目では日時表記を日本標準時で記載し、提出された出典内容や公式サイトで表示されている内容とは異なる。
映画版と同じく櫻井ハルカが主人公だが、ハルカの高校時代の恋愛を描いたスピンオフ作品となる。

### 10年前
主要人物
- 櫻井ハルカ〈17〉 - 阿部顕嵐（ジャニーズJr.） [4] （少年期：大橋律）
- 滝沢美麗〈17〉 - 石橋杏奈（少女期：茂内麻結）
- 高塔凛々子〈19〉 - 足立梨花
- 鮎川奏多〈17〉 - 岸優太（ジャニーズJr.）（少年期：黒沢風成）

### 西泉高校
- 梶原光輝 - 髙橋颯（ジャニーズJr.）
- 新谷海斗 - 田島将吾（ジャニーズJr.）
- 汐見豪 - 長妻怜央（ジャニーズJr.）
- 掛居真帆 - 山地まり
- 綿貫アキ - 松川星
- 宇野紗也香 - 小山莉奈
- 藤沢愛梨 - 樋口柚子
- 綾波リオ - 川島絵里香
- レギュラー生徒 - 荒木結莉乃
- レギュラー生徒 - 岡田隆之介
- レギュラー生徒 - 矢野優花
- 田岡（英語教師） - 前川茂輝

### 慶稜美術大学
- 坂井麻理恵 - 久慈暁子
- 橘将吾 - 永山たかし

### その他
- 滝沢恭一郎 - 渡辺翔太

#### 西泉高校（10年後）
- 桐谷 - 岡山天音
- 町田風香 - 小山内花凜
- 草間さくら - 田代ひかり
- 舞花 - 鈴木愛理（℃-ute）

### 劇場版「近キョリ恋愛」
- 櫻井ハルカ〈27〉 - 山下智久
- 枢木ゆに〈17〉 - 小松菜奈

### スタッフ
- 原作 - みきもと凜『近キョリ恋愛』（「別冊フレンド」 / 講談社刊）
- 脚本 - 松田裕子
- 音楽 - 牧戸太郎
- 監督 - 河合勇人、中茎強
- 主題歌 - サカナクション「蓮の花」（ビクターエンタテインメント）
- 音楽協力
  - Alexandra Stan「Cherry Pop」（ビクターエンタテインメント）
  - Alexandra Stan「Thanks For Leaving」（ビクターエンタテインメント）
  - Blue「Hurt Lovers」（ビクターエンタテインメント）
- 映像監督・編集 - 中茎強
- 撮影 - 今泉尚亮 松宮学
- 監督補 - 後藤孝太郎
- 助監督 - 長尾くみこ
- 英語指導 - 前川茂輝
- アクションコーディネーター - 釼持誠
- スケジュール - 井原眞治
- 制作 - 福士睦
- プロデューサー - 植野浩之、渡邉浩仁
- 制作プロデューサー - 八木欣也
- AP - 牛田直美
- 企画制作 - 日本テレビ
- 企画協力 - ジャニーズ事務所
- 制作プロダクション - 日テレアックスオン
- 制作協力 - スーパービジョン
- 製作著作 - 「近キョリ恋愛〜Season Zero〜」製作委員会（D.N.ドリームパートナーズ、vap）

### 放送日程
| 各話       | 放送日   | 監督       |
| ---------- | -------- | ---------- |
| episode 1  | 7月20日  | 河合勇人   |
| episode 2  | 7月27日  | 河合勇人   |
| episode 3  | 8月03日  | 河合勇人   |
| episode 4  | 8月10日  | 河合勇人   |
| episode 5  | 8月17日  | 河合勇人   |
| episode 6  | 8月24日  | 後藤孝太郎 |
| episode 7  | 9月07日  | 河合勇人   |
| episode 8  | 9月14日  | 中茎強     |
| episode 9  | 9月21日  | 中茎強     |
| episode 10 | 9月28日  | 中茎強     |
| episode 11 | 10月05日 | 河合勇人   |
| episode 12 | 10月12日 | 河合勇人   |

### ネット局
| 放送対象地域 | 放送局              | 放送期間                 | 放送時間                                 | 系列           | 備考     |
| ------------ | ------------------- | ------------------------ | ---------------------------------------- | -------------- | -------- |
| 関東広域圏   | 日本テレビ（NTV）   | 2014年7月20日 - 10月12日 | 日曜日 0:50 - 1:20（土曜日深夜）         | 日本テレビ系列 | 制作局   |
| 福岡県       | 福岡放送（FBS）     | 2014年7月24日 - 10月16日 | 木曜日 2:10 - 2:40（水曜日深夜）         | 日本テレビ系列 | 4日遅れ  |
| 宮城県       | ミヤギテレビ（MMT） | 2014年7月29日 - 10月21日 | 火曜日 0:59 - 1:29（月曜日深夜）         | 日本テレビ系列 | 9日遅れ  |
| 近畿広域圏   | 読売テレビ（ytv）   | 2014年7月31日 - 10月16日 | 木曜日 2:43 - 3:18（水曜日深夜）         | 日本テレビ系列 | 4日遅れ  |
| 北海道       | 札幌テレビ（STV）   | 2014年8月3日 - 11月2日   | 日曜日 2:25 - 2:55（土曜日深夜）         | 日本テレビ系列 | 14日遅れ |
| 中京広域圏   | 中京テレビ（CTV）   | 2014年8月6日 - 10月22日  | 水曜日 2:37 - 3:07（火曜日深夜）         | 日本テレビ系列 | 10日遅れ |
| 山梨県       | 山梨放送（YBS）     | 2015年1月7日 - 2月12日   | 水・木曜日 1:26 - 1:56（火・水曜日深夜） | 日本テレビ系列 |          |

| 日本テレビ系 日曜0:50 - 1:20枠（土曜日深夜）     | 日本テレビ系 日曜0:50 - 1:20枠（土曜日深夜）              | 日本テレビ系 日曜0:50 - 1:20枠（土曜日深夜）   |
| 前番組                                           | 番組名                                                    | 次番組                                         |
| ------------------------------------------------ | --------------------------------------------------------- | ---------------------------------------------- |
| SHARK 〜2nd Season〜 （2014年4月20日 - 7月13日） | 近キョリ恋愛 〜Season Zero〜 （2014年7月20日 - 10月12日） | 平成舞祭組男 （2014年10月19日 - 2015年1月4日） |

## 映画
2014年10月11日より公開。
優秀でプライドが高く常に尊大だが、その美しい容姿で女生徒たちから圧倒的な人気を誇るツンデレ教師櫻井ハルカと、超クールな天才女子高生・ゆにが織り成すラブストーリーを、映画『君に届け』の熊澤尚人監督が山下智久を主演に迎えて映像化する。
全国179スクリーンで公開され、公開初週土日の動員13万5,181人、興収1億7,847万2,500円を記録し全国動員ランキングで2位を記録したが、興行収入ランキングでは動員1位の『ふしぎな岬の物語』を上回り1位となっている。10月18日・19日の2日間で、公開2週目にして動員・興収ともランキング1位となった。
公開3週目には、3週連続週末興行収入ランキング第1位、2週連続週末動員ランキング第1位を獲得し、11月9日には、興行収入10億円、観客動員81万人を突破した。

### キャスト
- 櫻井ハルカ - 山下智久
- 枢木ゆに - 小松菜奈
- 的場竜 - 小瀧望（ジャニーズWEST)
- 名波菊子 - 山本美月
- 滝沢美麗 - 水川あさみ
- 明智数馬 - 新井浩文
- 佐藤咲 - 佐野和真
- 吉田芽衣 - 古畑星夏
- 矢部先生- 矢柴俊博
- 利重剛、春海四方、滝沢涼子、松山愛里、松林慎司、竹厚綾、工藤阿須加、金澤美穂、佐々木萌詠 ほか

### スタッフ
- 原作 - みきもと凜
- 監督 - 熊澤尚人
- 脚本 - まなべゆきこ
- 主題歌 - サカナクション「蓮の花」[8]
- 撮影協力 - 富士市、静岡市、沼津市、静岡県教育委員会、フィルムコミッション富士、静岡市フィルムサポーターズ、静岡観光コンベンション協会、静岡まきのはらフィルムコミッション、沼津FC「ハリプロ映像協会」、フィルムサポート島田 ほか
- 取材協力 - 中萬学院
- 英語指導 - 渡辺一彦
- 宣伝 - 東宝アド
- 配給 - 東宝映像事業部
- ラボ・VFX - ソニーPCL、日本映像クリエイティブ
- MA - 角川大映スタジオ
- 企画プロデュース - 植野浩之
- プロデューサー - 坂下哲也、平体雄二
- 製作指揮 - 中山良夫、柏木登
- 製作者 - 熊谷宜和、森本規夫、飯島三智、大田圭二、鈴木伸育、高木ROSA裕、百武弘二、藪下維也、門屋大輔
- エグゼクティブプロデューサー - 福士睦、西憲彦
- 制作プロダクション - 日テレアックスオン
- 制作協力 - スタジオブルー
- 企画製作 - 日本テレビ放送網
- 製作 - 「近キョリ恋愛」製作委員会（D.N.ドリームパートナーズ、バップ、ジェイ・ドリーム、東宝、講談社、ネイチャーラボ、ショウゲート、讀賣テレビ放送、札幌テレビ放送、中京テレビ放送、日本テレビ放送網）

### 講談社コミックプラス
以下の出典は講談社コミックプラス（講談社）内のページ。書誌情報の発売日の出典としている。
1. ↑  “『近キョリ恋愛（1）』”. 講談社コミックプラス.  講談社. 2023年7月8日閲覧。
2. ↑  “『近キョリ恋愛（2）』”. 講談社コミックプラス.   講談社. 2023年7月8日閲覧。
3. ↑  “『近キョリ恋愛（3）』”. 講談社コミックプラス.   講談社. 2023年7月8日閲覧。
4. ↑  “『近キョリ恋愛（4）』”. 講談社コミックプラス.   講談社. 2023年7月8日閲覧。
5. ↑  “『近キョリ恋愛（5）』”. 講談社コミックプラス.   講談社. 2023年7月8日閲覧。
6. ↑  “『近キョリ恋愛（6）』”. 講談社コミックプラス.   講談社. 2023年7月8日閲覧。
7. ↑  “『近キョリ恋愛（7）』”. 講談社コミックプラス.   講談社. 2023年7月8日閲覧。
8. ↑  “『近キョリ恋愛（8）』”. 講談社コミックプラス.   講談社. 2023年7月8日閲覧。
9. ↑  “『近キョリ恋愛（9）』”. 講談社コミックプラス.   講談社. 2023年7月8日閲覧。
10. ↑  “『近キョリ恋愛（10）』”. 講談社コミックプラス.   講談社. 2023年7月8日閲覧。
11. ↑  “『小説 近キョリ恋愛』”. 講談社コミックプラス.   講談社. 2023年7月8日閲覧。